# Parides burchellanus
Parides burchellanus är en fjärilsart som först beskrevs av John Obadiah Westwood 1872.  Parides burchellanus ingår i släktet Parides och familjen riddarfjärilar. IUCN kategoriserar arten globalt som nära hotad. Inga underarter finns listade i Catalogue of Life.

## Bildgalleri

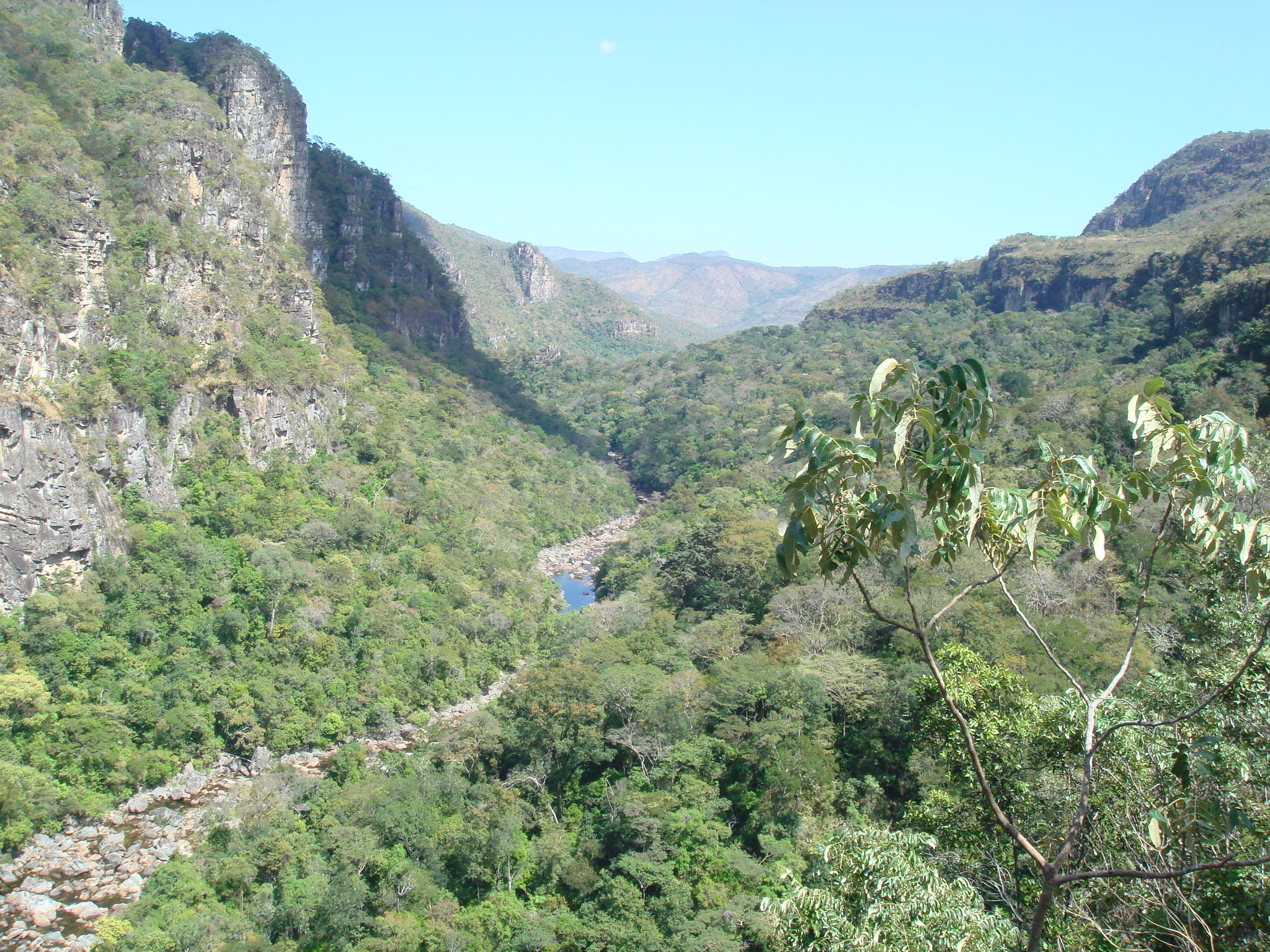